# Aéroport Saint-Paul-l'Apôtre d'Ohrid
L'aéroport Saint-Paul-l'Apôtre d'Ohrid (code IATA : OHD • code OACI : LWOH) (en macédonien Аеродром Охрид „Св. Апостол Павле“) est l'aéroport international qui dessert la ville d'Ohrid, capitale touristique de la Macédoine du Nord. Il se trouve à neuf kilomètres du centre-ville, à mi-chemin entre Ohrid et Struga, au bord du lac d'Ohrid. Il est l'un des deux aéroports de Macédoine du Nord avec l'aéroport de Skopje.

## Histoire
L'aéroport d'Ohrid fut construit en 1952. Le premier vol, assuré par la JAT, compagnie nationale yougoslave, eut lieu en 1953. À ses débuts, l'aéroport ne possédait qu'une piste en herbe de 900 mètres de long.
L'aéroport s'est considérablement développé au cours des années 1990 et 2000. En 2008, sa gestion a été concédée par le gouvernement macédonien à l'entreprise turque TAV. Celle-ci, qui gère aussi l'aéroport de Skopje, a rapidement investit dans des agrandissements et augmenté le nombre de vols.
En 2011, l'aéroport d'Ohrid a été désigné comme le « meilleur petit aéroport du monde » par le Conseil international des aéroports.

## Situation
| Skopje Ohrid |

## Évolution du trafic passagers et fret
La fréquentation de l'aéroport est relativement stable depuis 1990, passant de 67 811 passagers cette année-là à 83 060 passagers en 2011. Après avoir connu un déclin relatif au cours des années 2000, la reprise du site par le groupe TAV a entraîné une hausse continuelle de l'activité depuis 2009.
L'aéroport a connu son record de fréquentation en 2019, avec 317 397 passagers.
Pour des raisons techniques, il est temporairement impossible d'afficher le graphique qui aurait dû être présenté ici.

Voir la requête brute et les sources sur Wikidata.

### Zoom sur l'impact du covid de 2019-2020
Pour des raisons techniques, il est temporairement impossible d'afficher le graphique qui aurait dû être présenté ici.

Voir la requête brute et les sources sur Wikidata.

### Tableau détaillé
Le tableau ci-dessous récapitule l'évolution du trafic passagers et fret avionné de ces dernières années.
| Evolution du trafic passagers (en nombre de passagers) | Evolution du trafic passagers (en nombre de passagers) | Evolution du trafic passagers (en nombre de passagers) | Evolution du trafic fret avionné (en tonnes) | Evolution du trafic fret avionné (en tonnes) |
| Année                                                  | Total                                                  | Évolution                                              | Total                                        | Évolution                                    |
| ------------------------------------------------------ | ------------------------------------------------------ | ------------------------------------------------------ | -------------------------------------------- | -------------------------------------------- |
| 2013                                                   | 83 060                                                 | en augmentation                                        | -                                            | -                                            |
| 2012                                                   | 78 040                                                 | en augmentation                                        | -                                            | -                                            |
| 2011                                                   | 74 352                                                 | en augmentation                                        | -                                            | -                                            |
| 2010                                                   | 73 000                                                 | en augmentation                                        | -                                            | -                                            |
| 2009                                                   | 37 000                                                 | en diminution                                          | -                                            | -                                            |
| 2008                                                   | 44 413                                                 | en diminution                                          | 7                                            | en diminution                                |
| 2007                                                   | 45 515                                                 | en diminution                                          | 15                                           | en augmentation                              |
| 2006                                                   | 50 366                                                 | en diminution                                          | 14                                           | en diminution                                |
| 2005                                                   | 53 901                                                 | en augmentation                                        | 18                                           | en augmentation                              |
| 2004                                                   | 32 309                                                 | en diminution                                          | 16                                           | en diminution                                |
| 2003                                                   | 51 082                                                 | en diminution                                          | 27                                           | en diminution                                |
| 2002                                                   | 60 209                                                 | en augmentation                                        | 47                                           | en augmentation                              |
| 2001                                                   | 53 954                                                 | en diminution                                          | 37                                           | en diminution                                |
| 2000                                                   | 65 941                                                 | en diminution                                          | 138                                          | en diminution                                |
| 1999                                                   | 74 497                                                 | en augmentation                                        | 170                                          | en augmentation                              |
| 1998                                                   | 55 417                                                 | en augmentation                                        | 38                                           | en augmentation                              |
| 1997                                                   | 42 544                                                 | en diminution                                          | 4                                            | en diminution                                |
| 1996                                                   | 104 229                                                | en augmentation                                        | 782                                          | en augmentation                              |
| 1995                                                   | 39 270                                                 | -                                                      | 19                                           | -                                            |

## Compagnies et destinations
| Compagnies              | Destinations                                                           |
| ----------------------- | ---------------------------------------------------------------------- |
| Air Serbia              | En saison : Belgrade-Nikola-Tesla                                      |
| Arkia                   | En saison : Tel Aviv - Ben Gourion                                     |
| Chair Airlines          | Zurich                                                                 |
| Corendon Dutch Airlines | En saison : Amsterdam                                                  |
| Edelweiss Air           | En saison : Zurich                                                     |
| LOT Polish Airlines     | En saison : Varsovie-Chopin                                            |
| TUI Airways             | En saison : Londres-Gatwick, Manchester                                |
| TUI fly Netherlands     | En saison : Amsterdam, Eindhoven                                       |
| Wizz Air                | Bâle-Mulhouse, Dortmund, Memmingen, Vienne-Schwechat En saison : Malmö |

Édité le 08/03/2018  Actualisé le 14/02/2023